# Tulip (stoel)
De Tulip is een stoel ontworpen door de Finse architect Eero Saarinen. De stoel was ooit bedoeld als bijproduct bij een van Saarinens tafelontwerpen. Het ontwerp werd voor het eerst getoond in 1956. De basis van de stoel is gemaakt van aluminium met een laagje polyamide. De zitting is gemaakt van glasvezelversterkte kunststof. In de zitting wordt een kussen gelegd.
Het modernistische ontwerp is een klassieker geworden binnen de industriële vormgeving. De voet lijkt geleidelijk over te gaan in de zitting. Dit is typerend voor de stijl van Saarinen – in veel van zijn gebouwen gaan muren ook geleidelijk over in daken. Saarinen heeft enkele varianten ontworpen waarbij de armleuningen verschillend zijn.
De stoelen kregen extra bekendheid toen deze in de jaren zestig in de televisieserie Star Trek werden gebruikt. In zowel het Museum of Modern Art in New York als in het Vitramuseum in Bazel hoort een exemplaar van de stoel tot de permanente tentoonstelling.